# Адольф Федер
Адольф Федер (16 липня 1886 , Одеса, Херсонська губернія  — 1943 , Аушвіц, Провінція Верхня Сілезія ) — єврейсько-український художник та ілюстратор. У 1908 році він переїхав до Франції, де залишався до депортації та смерті від рук режиму Віші. Автор творів, які він створив із тими, хто був інтернований разом із ним у таборі для інтернованих Дрансі.

## Біографія

### Раннє життя та освіта
Адольф Федер народився 16 липня 1886 року в Одесі в єврейсько-українській родині купців. Він здобув хорошу освіту. З 1896 року навчався в Одеській художній школі, продовжив навчання в Одеському художньому училищі. У 1905 році брав участь у революційному робочому русі Бунду. Його участь в організації змусила його втекти до Берліна у 19 років
Після перебування в Берліні Адольф Федер переїхав до Женеви, а потім перебрався до Парижа в 1908 році, щоб навчатися в Академії Жуліана. В Академії він вивчав живопис і тісно співпрацював з французьким імпресіоністом Анрі Матіссом у його майстерні.
У 1923 разом з М. Ларіоновим та О. Цадкіним Федер був одним із найдіяльніших членів Товариства російських художників, яке ставило за мету організацію виставок у Франції та за кордоном. Він був активним пульсівним організмом паризького життя. А їх найпомітнішим заходом були костюмовані бали, які проводилися щороку у ресторані «Бал Бюльє».

### Поїздка до Палестини
У 1926 році художник здійснив подорож до Палестини. Подорожуючи він побачив багато юдейських елементів, які він малював. Враження від подорожі надихнули його на написання найвідоміших картин, таких як («Бородатий єврей тримає тацю»). Коли Адольф Федер повернувся до Парижа, він привіз багато з цих картин із собою. Саме ці картини принесли йому визнання в паризькій художній спільноті. На нього справили велике враження краєвиди та колорит людей, з якими він зустрічався під час поїздки на Схід. Повернувшись до Парижа, він привіз із собою картини, що зображують життя та побут народу. Він не лестив своїх моделей, а зображував їх такими, якими їх бачив. І тут мова узагальнення та певне спрощення форм звучить скоріше як смиренність.

### Інтернування і смерть

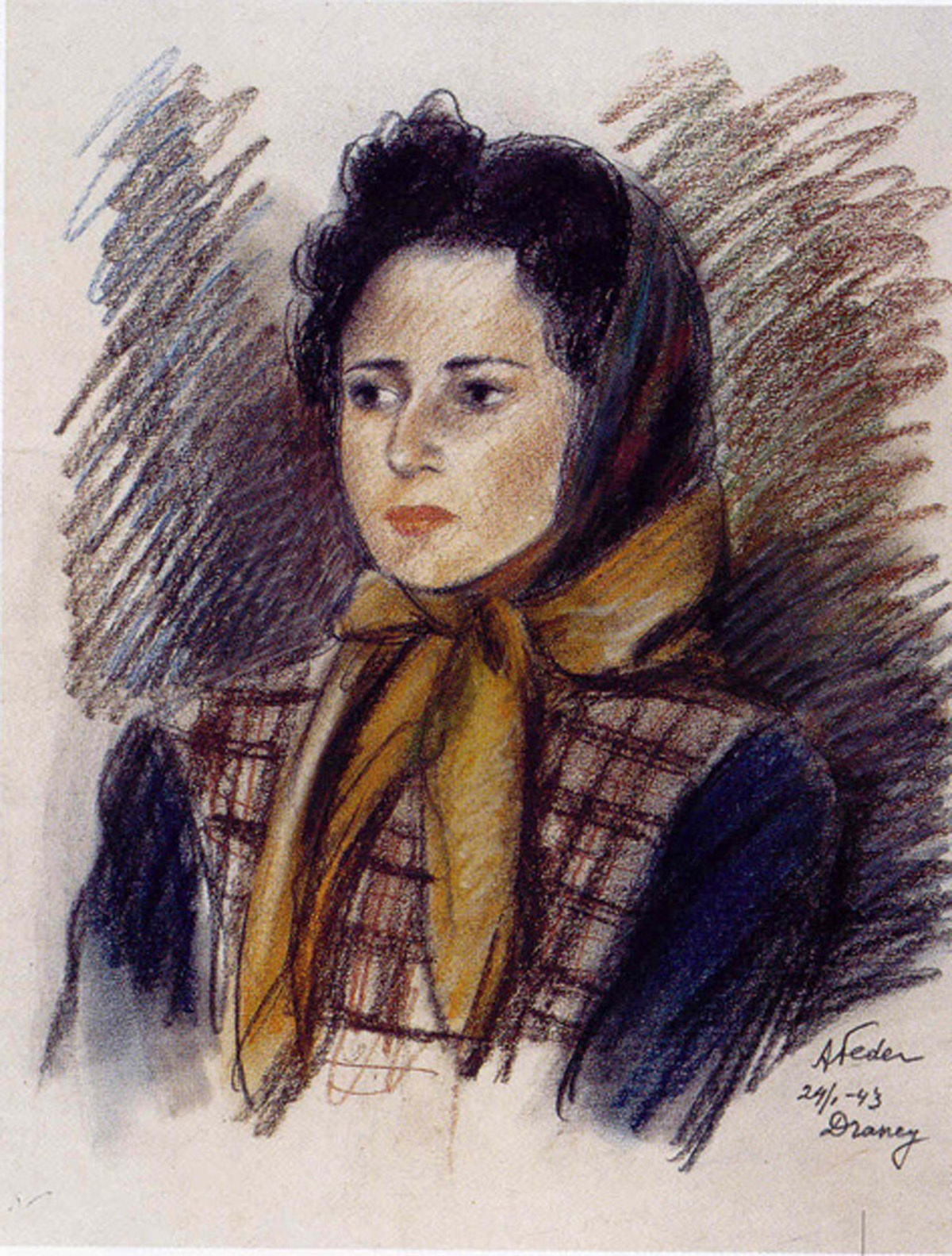
Перед відряджанням Федера в Освенцим він малював в'язнів і охоронців у таборі для інтернованих Дрансі.

У 1942 році нацистські війська пройшли по Франції, Федер у свої 52 роки намагався вступити в контакт з французьким Опором, але був спійманий ополченням Петена. 10 червня 1942 року він і його дружина були заарештовані і ув'язнені в тюрмі Черче-Міді ; у вересні 1942 р. художник був переведений до табору для інтернованих Дрансі
У Дрансі Федер продовжував малювати, створював портрети ув'язнених і охоронців. Малювання припинилося після депортації до концтабору «Аушвіц» 13 грудня 1943 року

## Кар'єра
Перший успіх до художника прийшов у 1912 році, коли його пейзажні роботи були представлені в Осінньому салоні. Потім він продовжував малювати, в тому числі серію з 45 ілюстрацій, написаних до книги поезій французького поета Артюра Рембо. У 1924 році книга вийшла обмеженим тиражем у 350 примірників, але її похвалили за акварельні ілюстрації.
Коли роботи Федера з'явилися в галереях Феарон у 1923 році, його робота отримала велику оцінку. Мистецтвознавець, пишучи про творчість Федера, сказав: «Адольф Федер здався мені найоригінальнішим у своєму тонко суворому „Joueur de Biniou“ і більш веселому натюрморті».
Федер завоював міцну репутацію у світі мистецтва Парижа, такі авторитетні критики, як Г. Кан, обсипали його похвалами. Улюбленою натурою Федера були ландшафти південної Франції, зображені на багатьох його роботах, які репродукувались у французьких журналах.
Був нагороджений орденом Officier Instruction Publique, отримав французьке громадянство. Він став відомим також як великий колекціонер африканського та наївного мистецтва. Його майстерня була заповнена скульптурами та картинами, купленими на Блошиному ринку.

## Джерала
- https://artinvestment.ru/invest/artistofweek/20200121_feder.html [Архівовано 27 січня 2022 у Wayback Machine.]

 Вікісховище має мультимедійні дані за темою: Адольф Федер